# Інфлянтське воєводство
Інфлянтське воєводство (пол. Województwo inflanckie), або Лівонське воєводство (лит. Livonijos vaivadija), також відоме як Польська Лівонія — самоврядна адміністративно-територіальна одиниця Речі Посполитої від часу створення в 1620 році з Венденського воєводства і до першого поділу Польщі в 1772 році. Інфлянтське воєводство було однією з декількох територій Речі Посполитої, керованою спільно Польщею і Литвою.
Інфлянтське воєводство, або, як ще його називали, Інфлянтське герцогство, на підставі законопроєкту Сейму з 1667 року було меншою частиною завойованого Шведською імперією під час польсько-шведської війни в 1621—1625 рр. Лівонського герцогства, яку вдалося вберегти під владою Речі Посполитої. Місцем перебування Інфлянтського воєводи обрано Динебург (нинішній Даугавпілс).
Назва «Інфлянти» походить від спольщеної форми німецької назви Лівонії — «Ліфляндія». Нині ця область відома як Латгалія у складі Латвійської Республіки.
Зигмунт Глогер у своїй монументальній книзі «Історична географія земель Старої Польщі» наводить такий опис Інфлянтського воєводства:
|  | Країна, звана поляками «Інфлянти», латинською мовою «Лівонія», німецькою «Ліфлянд», латиською «Відземе», охоплювала простір у 1092 квадратних миль і межувала на півночі з розміщеною побіля Фінської затоки Естонією (сьогодні Ревельською губернією), на сході з озером Пайпус, Псковською землею і Полоцьким воєводством, на півдні з Курляндією і Семигалією, на заході з Балтійським морем, а власне, тільки Ризькою затокою. Південний кордон Інфлянт від Курляндії, починаючи від литовського міста Друя, утворювала на протяжності близько тридцятьох миль річка Двіна, і тільки район її впадіння в Ризьку затоку по обох берегах цієї річки був інфлянтським. Народ цього краю, особливо на півдні по річці Двіна і її притоці Айвієксте, є відгалуженням литовського і називається латишами. Його мова, хоч як споріднена, однак істотно відрізняється від литовської (так, наприклад, як польська від російської) через стикання латишів із фінами і змішування цих племен у центральних і північних Інфлянтах. Вищезгадана країна вкупі з Курляндією [...] з тринадцятого століття належала німецькому орденові мечоносців, заснованому під час хрестових походів і поселеному тут для боротьби з ідолопоклонством. Одначе коли супроти трьох могутніх сусідів: Швеції, Московщини і Речі Посполитої, зберегти незалежність цієї прибалтійської країни, позбавленої національної основи, стало дуже важко; коли Естонія, відірвавшись від Інфлянт, підкорилася Швеції; коли розмова імператора Фердинанда I з царем Іваном II успіху не мала — нічого не залишилося Магістрові Готтгардові Кеттлеру та інфлянтським станам, як тільки звернутися по допомогу до польського короля. Кеттлер передав Інфлянти у підданство Сигізмундові Августу добровільно, за згодою міст і лицарства, урочистим актом, довершеним у Вільні 28 листопада 1561 року, забезпечивши собі панування над Курляндією і Семигалією як ленним князівством польської корони. 26 грудня того ж року на Гродненському Сеймі Сигізмунд Август затвердив довічний союз Інфлянт із Литвою, надаючи тим же привілеєм Інфлянтській землі титул князівства і герб [...]. Цей інцидент став надалі приводом до кривавої і довгої боротьби за володіння Інфлянтами між Польщею та царською Москвою, а потім Швецією. [...] З огляду на нечувану жадібність сусідів до Інфлянт, збереження польської влади в цій країні наражало Польщу на безупинні великі війни і навіть попри перемоги Замойського і Ходкевича ставало сумнівним. Тим паче, за Яна Казимира, коли лиха і невдачі зусібіч навалилися на Річ Посполиту, питання унії з Інфлянтами було розв'язано законом сили. Таким чином, Олівський договір 1660 року повернув Польщі лише південну околицю Інфлянт, що містилася між Двіною, Айвієксте і Полоцьким воєводством. Із загальної площі Інфлянт, що становила 1 092 миль², Польща втримала приблизно п'яту частину, що налічувала 209 миль² [...], решту закріпила за собою Швеція. [...] Після поділу Інфлянт за Олівським договором на шведські і польські, останні за дбайливого правління ожили після лихоліть воєн і розквітли від успіхів жителів. [...] |

## Повіти
- Венденський повіт

## Воєводи

### Воєводи венденські
1. Юрген фон Фаренсбах
2. Maciej Demblński
3. Krzysztof Słuszka
4. Teodor Doenhoff
5. Йоахім Тарновський
6. Tomasz Sapieha
7. Paweł Sapieha
8. Mikołaj Korft
9. Przecław Leszczyński
10. Alexander Morsztyn

### Воєводи інфлянтські
1. Jan Teodor
2. Jerzy Płatem
3. Otto Fryderyk Felkierzamb
4. Jan Koss
5. Jędrzej Głębocki
6. Piotr Przebendowski
7. Antoni Morsztyn
8. Wilhelm Płatem
9. Jan Borch
10. Stanisław Brzostowski
11. Jozafat (Jan) Zyberg
12. Gaspar Rogaliński
13. Adam Falkierzamb